# Timandus Jonas Løberg
Timandus Jonas Løberg, född 29 januari 1819 i Kongsberg, död 3 april 1882, var en norsk läkare.
Løberg blev student 1838 och candidatus medicinæ 1845. Han utnämndes 1849 till läkare vid Lungegaardshospitalet i Bergen och 1858 till överläkare för vården av leprasjuka i södra distriktet och från 1863 som ende överläkare för lepra. På båda dessa poster inlade han stora förtjänster om leprans bekämpande, bland annat genom att utge statistik i en rad årsberättelser (1858–74).
Åren 1875–82 var Løberg direktör för Rikshospitalet i Kristiania, 1877–80 medlem av byggnadskommissionen för uppförande av nya Rikshospitalet och 1865–66, 1871–73 och 1874–76 en av Bergens representanter i Stortinget.